# Маргулис, Григорий Александрович
Григо́рий Алекса́ндрович Маргу́лис (род. 24 февраля 1946, Москва) — советский и американский математик, доктор физико-математических наук (1978), научный сотрудник Института проблем передачи информации РАН, профессор Йельского университета (США), лауреат Филдсовской (1978), Абелевской (2020) премий и премии Вольфа (2004/05).

## Биография
Серебряный призёр Международной математической олимпиады (1962). Окончил механико-математический факультет Московского государственного университета в 1967 году. Под руководством Якова Синая защитил кандидатскую диссертацию по эргодической теории («О некоторых вопросах теории У-систем», 1970). В дальнейшем интересы сместились в область теории групп Ли (теория решёток в полупростых группах Ли), которую он сумел применить ко многим областям математики. В 1978 году был награждён премией Дж. Филдса, на церемонии вручения не присутствовал, так как ему было отказано в выездной визе. Защитил докторскую диссертацию «Дискретные подгруппы полупростых алгебраических групп».
В 1979 году посетил Бонн и с этого времени получил возможность свободного выезда за границу, но продолжал работать научным сотрудником в московском Институте проблем передачи информации РАН. В 1991 году был приглашён на постоянную работу в США в Йельский университет.
В 2001 году был избран членом Национальной академии наук США, с 2012 года является действительным членом Американского математического общества.
В 2005 году стал лауреатом Премии Вольфа с формулировкой «за значительный вклад в алгебру, в особенности в теорию решёток в полупростых группах Ли, а также за выдающиеся применения её в эргодической теории, теории представлений, теории чисел, комбинаторике и теории меры».
В 2020 году получил Абелевскую премию (совместно с Гиллелем Фюрстенбергом) за применение вероятностных и динамических методов в теории групп, теории чисел и комбинаторике.
Задача о мятом рубле по математике оригами известна как «задача о салфетке Маргулиса».

## Книга на русском языке
- Маргулис Г. А. Дискретные подгруппы групп Ли. — М: МЦНМО, 2007.